# Landkreis Uecker-Randow
Landkreis Uecker-Randow var en Landkreis i den tyske delstat Mecklenburg-Vorpommern, der eksisterede fra 1994 til 2011.
Området lå syd for Stettiner Haff og Landkreis Ostvorpommern, øst for Landkreis Mecklenburg-Strelitz samt nord for delstaten Brandenburg. Mod øst grænsede området til Polen. Landkreisens administrationsby var Pasewalk.
Under landkreisreformen i 2011 blev landkreisen lagt sammen med Landkreis Ostvorpommern, byen Greifswald og en del af Landkreis Demmin til den nye Landkreis Vorpommern-Greifswald.

## Geografi
Landkreis Uecker-Randow havde sit navn fra de to største floder i området, Uecker og Randow. Den nordlige halvdel af området var en del af Ueckermünder Heide, en skovrig lav slette. I vest havde landkreisen del i endemorænen Brohmer Berge. Her ligger også det højeste punkt, Ziegler Berg på 133 m.
I Kreisområdet lå siden 2005 Naturpark Am Stettiner Haff.

## Byer og kommuner
(Indbyggertal fra 31. december 2006) – kilde:Statistisches Landesamt

Amtsfrie Kommuner
1. Pasewalk, by * (11.856)
2. Strasburg (Uckermark), by (5.934)
3. Ueckermünde, by (10.399)

Amter med amtstilhørende byer og kommuner.
Administrationsby markeret med *
| - 1. Amt Am Stettiner Haff 1. Ahlbeck (756) 2. Altwarp (578) 3. Eggesin, by * (5.483) 4. Grambin (466) 5. Hintersee (356) 6. Leopoldshagen (796) 7. Liepgarten (862) 8. Lübs (426) 9. Luckow (697) 10. Meiersberg (468) 11. Mönkebude (803) 12. Torgelow-Holländerei (442) 13. Vogelsang-Warsin (402) | - 2. Amt Löcknitz-Penkun 1. Bergholz (408) 2. Blankensee (584) 3. Boock (618) 4. Glasow (186) 5. Grambow (1.049) 6. Krackow (768) 7. Löcknitz * (2.948) 8. Nadrensee (346) 9. Penkun, Stadt (2.065) 10. Plöwen (290) 11. Ramin (700) 12. Rossow (502) 13. Rothenklempenow (721) - 3. Amt Torgelow-Ferdinandshof 1. Altwigshagen (393) 2. Ferdinandshof (3.070) 3. Hammer a. d. Uecker (454) 4. Heinrichsruh (289) 5. Heinrichswalde (509) 6. Rothemühl (330) 7. Torgelow, by * (9.909) 8. Wilhelmsburg (924) | - 4. Amt Uecker-Randow-Tal * Pasewalk 1. Blumenhagen (372) 2. Brietzig (219) 3. Damerow (153) 4. Fahrenwalde (380) 5. Groß Luckow (231) 6. Jatznick (2.021) 7. Klein Luckow (230) 8. Koblentz (252) 9. Krugsdorf (426) 10. Nieden (191) 11. Papendorf (275) 12. Polzow (265) 13. Rollwitz (655) 14. Schönwalde (522) 15. Viereck (1.427) 16. Zerrenthin (493) 17. Züsedom (278) |

- Wikimedia Commons har flere filer relateret til Landkreis Parchim

53°35′N 14°00′Ø / 53.58°N 14°Ø